# ロシア帝国によるクリミア・ハン国の併合
ロシア帝国によるクリミア・ハン国の併合（ロシアていこくによるクリミア・ハンこくのへいごう）とは、1783年4月19日（ユリウス暦 4月8日）にロシア帝国がクリミア・ハン国を併合した事柄である。併合以前はロシアによるクリミアへの干渉、クリミア・タタール人による反乱、そしてオスマン帝国による支配の目論見が存在した。この併合以降、ロシアは1917年のロシア革命まで134年にも渡ってクリミア半島を支配し続けることになる。
ロシア内戦でクリミアの支配者が何回か変わった後、1921年にボリシェヴィキが最終的にクリミアを支配し、その後ロシア・ソビエト連邦社会主義共和国の支配となりそのままソ連が支配した。1954年にソ連によるクリミアの移管によってウクライナ・ソビエト社会主義共和国がクリミアを支配することとなり、1991年のソビエト連邦の崩壊によって、そのままウクライナが継承することとなった。2014年3月にロシア連邦はクリミアを併合し、これは国際的に承認されていない。

## 事の始まり

### 独立したクリミア（1774 - 1776）
1768年から1774年の露土戦争が起きるまでは、テュルク系民族であるクリミア・タタール人が多く住むクリミアはオスマン帝国の保護国であった。露土戦争によりオスマンが敗北すると、キュチュク・カイナルジ条約によってクリミア・ハン国はロシアの勢力圏下において独立した。実際のところ、クリミア人たちに独立願望は無く、オスマンに強い思い入れがあった。条約締結から2か月もたたないうちにハン国政府はオスマンに使節を送り、独立を取り消すよう要望した。また、イエニカレとケルチにロシア軍がいる以上、独立したとは言えないとも述べた。しかし、オスマンはロシアとの条約を破ることを望んでいなかったため、これは無視された。オスマン敗戦後の混乱の中でタタール人の指導者デヴレト4世ギレイは条約の受け入れを拒否していた。戦争中、デヴレト4世はクバーニでロシア軍と戦っており、後にケルチ海峡を渡ってクリミアに入りカファ（現在のフェオドシヤ）を占領した。その後、デヴレト4世はサーヒブ2世ギレイからハーンの称号を簒奪した。そしてこれはデヴレト4世のロシアに対する敵対行動があったにもかかわらずエカチェリーナ2世はハーンとして承認した。
しかし、エカチェリーナ2世は宮廷にとどまっていたシャヒン・ギレイを傀儡に仕立て上げようとしていた。ロシア側の策略により、徐々にデヴレト4世の支配は不利なものとなっていき、1775年7月にデヴレト4世はコンスタンティノープルに使節団を派遣し、ハン国のオスマンの再支配を求めた。これはキュチュク・カイナルジ条約を完全に否定するものであった。オスマンの外交官、アフメド・レスミ・エフェンディはロシアの衝突は避けるべきだと考え、ハン国への一切の支援を拒否した。1776年11月、エカチェリーナ2世はクリミアへの侵攻を命じ、軍勢はすぐさまペレコープを制圧した。1777年1月、ロシアの支援を受けていたシャヒン・ギレイはケルチ海峡を越えてクリミアへと入った。敗北を免れなくなったデヴレト4世は退位し、コンスタンティノープルへ逃亡した。シャヒンは傀儡のハーンとして即位し、クリミアのムスリムからの反感を買った。この出来事を聞いたオスマンのアブデュルハミト1世は「シャヒン・ギレイは道具であり、ロシアの目的はクリミアを奪うことだ」と述べた。シャヒンはハン国を近代化させるため改革を試みた。そのうちの一つに元々ベグという各氏族の指導者に分散していた権力をハーンに集中させ、ロシアと同じような独裁的で中央集権体制を確立させようとしていた。また、国税の導入、徴兵制、そしてオスマンで伝統的な法体制であったミッレト制（ミレット制）を大陸法へと置き換えようとしていた。これらの改革はオスマンの秩序を壊すことからクリミア人は抵抗を感じた。

### クリミア反乱（1777 - 1782）

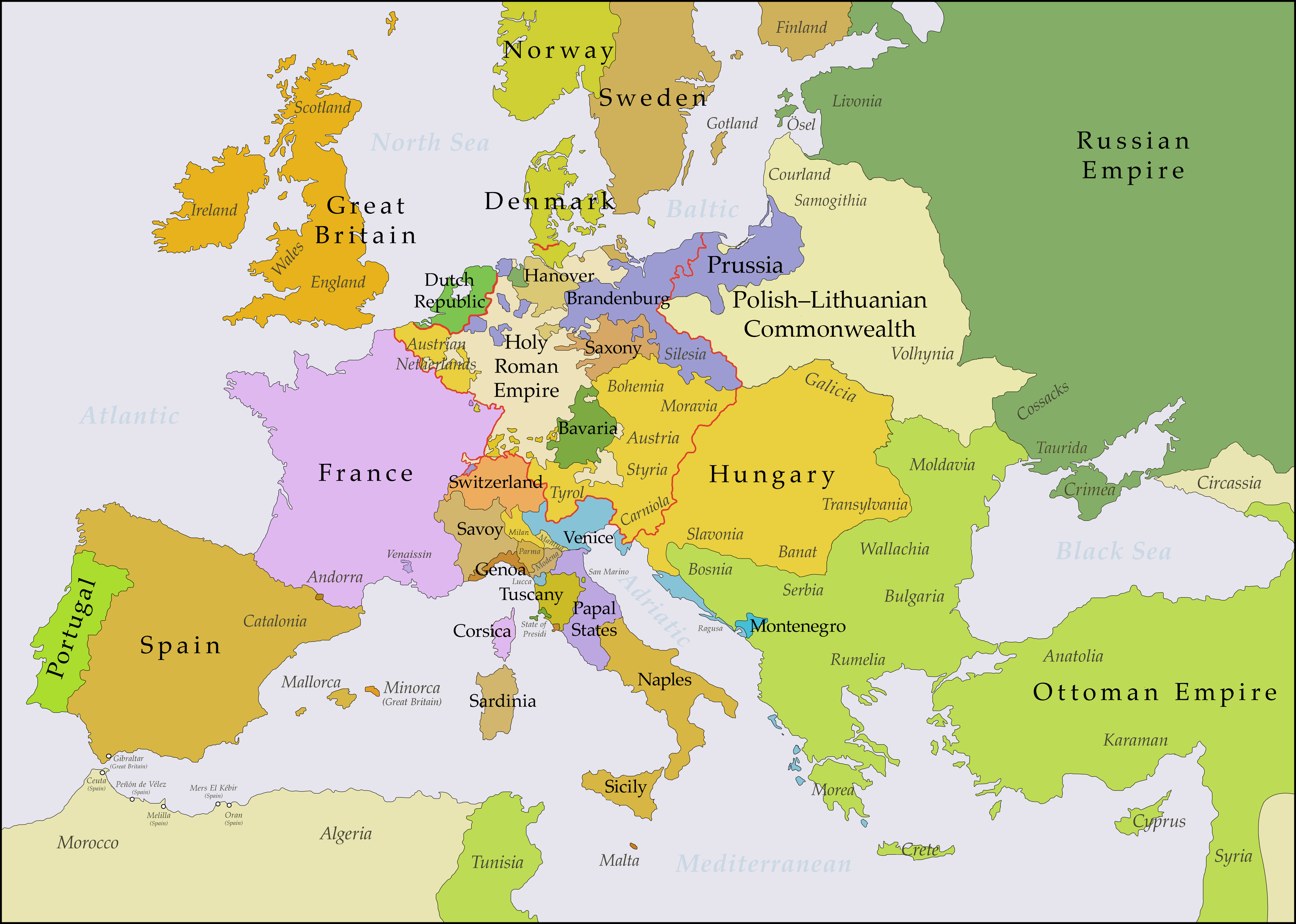
ロシアによるクリミア併合後のヨーロッパ

エカチェリーナ2世の要請でシャヒンはロシア人のクリミアへの移住を許可したため、クリミア人の反感を更に買うこととなった。シャヒンのハーン即位後もロシア人の入植地となっていたイエニカレはロシア人が次々とやってきていた。クリミア人はロシア人の入植を止めるべく、シャヒンに対して反乱を起こした。シャヒンもすぐさま軍を徴兵してこれを鎮圧しようとしたが、徴兵軍が離反し反乱が全土に広がり、もはやハーンでは反乱を抑えることはできなくなってしまった。反乱軍はハーンの宮廷があるバフチサライまで進攻した。そんな中において、コンスタンティノープルへと逃げていたクリミア人はオスマン政府に対して行動を起こすよう迫った。政府はこれに応じ、キュチュク・カイナルジ条約における「クリミアの独立」の維持を名目にクリミアへ艦隊を派遣した。しかし、ロシアはこの事態を早急に察知し、1778年2月に軍はイエニカレに到着、3月時点でオスマンの艦隊は支援すべき反乱軍は残っていないことを知らされた。アキタル（現在のセヴァストポリ）沖で小競り合いは起きていたものの、ロシアはオスマンがキュチュク・カイナルジ条約に反しようとしているとしてオスマン艦隊を強制的に帰らせた。シャヒンはハーンに復位した。
その後もシャヒンはハン国における改革を推し進めた。シャヒンの改革は依然として支持されていなかったが、クリミア人と商業活動を行っていて、またシャヒンの改革を支持していたポントス人がエカチェリーナ2世によってアゾフ海北岸に移住させられると、ハーンの立場はさらに危ぶまれた。1779年初頭にオスマンはクリミアを完全に手放すことを決意し、アイナリカヴァク条約を結んだ。この条約ではオスマンはシャヒンがクリミアのハーンであることを正式に認め、さらにオスマンのクリミア不介入を宣言し、クリミアがロシアの勢力圏下にあることを認めた。クリミア人はもはやオスマンからの支援は得られなくなり、シャヒンの改革によりタタール人の影響力は徐々に排除された。
1781年、タタール人はハン国政府内における自分たちの影響力低下を発端に反乱を起こした。氏族の指導者とその軍勢はタマン半島に集結し、1782年の4月にはハーンの軍勢のほとんどが反乱軍へと加入した。シャヒンの2人の兄弟を含む反乱軍の指導者とハン国の官僚との連絡は継続的に続けられていた。オスマンにおいてはウラマー（法学者）とカディ（裁判官）がシャヒンへの反感を表していた。1782年5月14日（ユリウス暦 5月3日）、反乱軍はカファ（現在のフェオドシヤ）を攻撃し、シャヒンとその軍勢は即座にロシア支配下にあるケルチへと逃亡した。反乱軍はシャヒンの兄弟であるバハディル2世ギレイをハーンと認め、オスマンにはこれを認めるよう伝えた。しかし、エカチェリーナ2世はグリゴリー・ポチョムキン将軍をクリミアへ送り込み、反乱軍を攻撃させた。反乱軍はロシア軍の攻撃に抵抗することができず、ケルチ海峡を渡り逃亡したため、1782年10月にはシャヒンは復位した。しかし、シャヒンはもうすでにクリミア人のみならず、エカチェリーナ2世からの支持も失っていた。エカチェリーナ2世はシャヒンのロシア人の顧問に対して書簡で「シャヒンは衝撃的で残酷な扱いをやめ、タタール人たちに新たな反乱の理由を作らせるな」と記した。ロシアが半島に入ると新たな黒海の港の建設に着手した。場所にはアキタル（後のセヴァストポリ）が選ばれ、新たに創設された黒海艦隊の母港となる。一方、シャヒンの復位によるクリミアの安定が不透明であったために、ポチョムキンを筆頭にしてクリミア併合の支持が高まった。

## 併合
1783年3月、ポチョムキンはエカチェリーナ2世に対してクリミア併合を促すために良い言葉ばかりを並べた。クリミアから帰ってきたばかりのポチョムキンは多くのクリミア人がロシアによる支配を待ち受けていると伝えた。これを聞いたエカチェリーナ2世は1783年4月19日（ユリウス暦 4月8日）に正式にクリミアを併合した。何年も混乱に揉まれたタタール人は併合に異議を問う意思はもう失われていて、ほとんどがアナトリア半島へと移住した。エカチェリーナ2世の側近であったアレクサンドル・ベズボロドコはロシアはクリミアを併合せざるを得なかったと日記に記した。
大宰相府は最初から誠意というものを見せる気はなかった。オスマンの第一の目的はクリミア人から独立を奪うことだった。オスマンとタタール人は合法的に選出されたハーンを追放し、僭称者であるデヴレト4世と入れ替えた。タタール人は一貫してタマン半島から離れることを拒否した。そして、クリミアで正当なハーンであるシャヒンに対する反乱を起こそうと、数々の不実な試みをした。これらはすべて我々に宣戦布告させるようなものではなかった。大宰相府はタタール人に無駄に血を流させた。我々の唯一の願いはクリミアに平和をもたらすことであった。そしてついに我々はオスマンから守るためにこの地域の併合を強いられた。
この主張は明らかに事実と異なっていた。クリミアの独立は傀儡政権であり、オスマンもクリミアの反乱にはほとんど関与していなかった。クリミアはタヴリダ県としてロシアに併合された。1783年末にオスマンはロシアと協定を結び、クリミアとハン国が保有していたその他領土の併合を認めた。この協定は12月28日に結ばれ、ロシアの外交官ヤーコフ・ブルガーコフが交渉にあたった。この協定は正式にはコンスタンティノープル条約（1784年）とされている。